# Pseudophilautus extirpo
Espèce
Synonymes
- Philautus extirpo Manamendra-Arachchi & Pethiyagoda, 2005

Statut de conservation UICN

 EX  : Éteint
Pseudophilautus extirpo est une espèce éteinte d'amphibiens de la famille des Rhacophoridae.

## Répartition
Cette espèce était endémique du Sri Lanka. Aucune observation n'ayant eu lieu depuis sa découverte en 1882, elle est présumée aujourd'hui éteinte,.

## Description
L'holotype, l'unique spécimen connu, était une femelle mesurant 43,5 mm.

## Étymologie
Son nom d'espèce, du latin extirpo, « éradiqué, détruit », lui a été donné en référence à son extinction présumée.

## Publication originale
- Manamendra-Arachchi & Pethiyagoda, 2005 : The Sri Lankan shrub-frogs of the genus Philautus Gistel, 1848 (Ranidae: Rhacophorinae), with description of 27 new species. The Raffles Bulletin of Zoology, Supplement Series, no 12, p. 163-303 (texte intégral).